# Zawadzki (kaszubski herb szlachecki)

Herb Zawadzki II, znany m.in. z XVII-wiecznego opisu, XVIII-wiecznych pieczęci Zawadzkich, ich zastawy stołowej

Herb Zawadzki I

Herb Zawadzki I odmienny

Herb Zawadzki II - błędna rekonstrukcja odmiany herbowej, pochodząca od Niesieckiego

Zawadzki (Ostoja odmienny, Sas pruski odmienny) – polski herb szlachecki, używany na Kaszubach. Według opinii Alfreda Znamierowskiego jest to odmiana herbu Ostoja. Przemysław Pragert skłonny jest uważać za Ostoję odmienną tylko jeden wariant tego herbu (Zawadzki II), do reszty odnosząc się niepewnie. Według Pragerta, jedna z odmian tego herbu może być też wariantem herbu Sas Pruski.

## Opis herbu
Zachowały się przekazy o przynajmniej trzech wariantach tego herbu. Opisy z wykorzystaniem klasycznych zasad blazonowania:
Zawadzki I (Ostoja odmienny, Sas pruski odmienny): W polu czerwonym półksiężyc złoty, nad nim miecz srebrny na opak; nad nim i po bokach po jednej gwieździe złotej. Klejnot: Półksiężyc złoty. Labry: czerwone podbite złotem.
Zawadzki I odmienny (Ostoja odmienny): Miecz jest w pozycji właściwej, wbity w półksiężyc. Półksiężyc srebrny, z twarzą. Labry podbite srebrem.
Herbu Zawadzki I i Zawadzki I odm. Używała rodzina Brodda-Zawadzki która jest młodszą linią Büthner-Zawadzkich.
Zawadzki II (Ostoja odmienny): W polu czerwonym miecz srebrny, z prawej półksiężyc złoty w prawo, z lewej dwie takież gwiazdy w słup. W klejnocie pięć piór strusich srebrnych. Labry czerwone, podbite złotem.
Istnieje pewna niekonsekwencja co do ułożenia miecza w źródłach współczesnych. Zarówno Tadeusz Gajl jak i Przemysław Pragert korzystali przy rekonstrukcji z tych samych źródeł, ale u jednego miecz jest na opak, u drugiego w pozycji właściwej. Wynika to z tego, że obaj heraldycy korzystali wyłącznie z przekazów pisanych, gdzie nie sprecyzowano tej kwestii. Formalnie, z punktu widzenia blazonowania, gdy nie podano położenia miecza, powinien on być w pozycji domyślnej (czyli jak u Pragerta). Jednakże oryginalna pieczęć z tym herbem (szczegóły poniżej), podaje to w wątpliwość.

## Najwcześniejsze wzmianki
Najdawniejszym przekazem dotyczącym herbu Zawadzki jest jego opis z wywodu szlachectwa z 1635 roku: w polu miecz goły zlewey strony puł miesiąca a z prawey strony dwie gwiazdzie. Opis odpowiada zatem wersji II. Kolejny opis, uzupełniony wizerunkiem, znalazł się około połowy XVII wieku w herbarzu Dachnowskiego. Odpowiada on wersji I. Herb za Dachnowskim przytoczył Kasper Niesiecki, który dał też inną odmianę tego herbu nazwaną przezeń Ostoją, z tą różnicą, że zamiast lewego półksiężyca znajdują się gwiazdy jedna nad drugą. Jest to zniekształcony herb Zawadzki II. Potwierdzają to inne zabytki z zachowanym herbem Zawadzki II, wśród których znajdują się: opis herbu Ewy z Zawadzkich z 1732 roku, dwie pieczęcie wyciśnięte na dokumencie z 1798 roku, należące do Józefa Zawadzkiego i Konstantego Zawadzkiego oraz grawerunek na elemencie zastawy stołowej należącej do rodziny Zawadzkich. Przedstawienia i opisy herbu Zawadzki II konsekwentnie wskazują, że najwyraźniej nie miał on żadnego klejnotu. Herb Zawadzki I odmienny to wersja herbu znana z uzupełnień do herbarza Siebmachera (Der Adel des Königreichs Preußen, 1906, Ausgestorbener Preussischer Adel. Provinzen Ost- und Westpreussen. Supplement, 1900), oraz herbarza Żernickiego (Der polnische Adel, 1900). Nie ma pewności, czy Zawadzcy kiedykolwiek używali herbu w takiej formie, tym bardziej, że autor uzupełnień do Siebmachera zamieścił opis niezgodny z wizerunkiem.

## Herbowni
Zawadzki (Sawatzki, Zawacki, Zawaczki, Zawadski) także z przydomkiem Büthner (Budner, Butner) oraz Broda (Brodda).
Herby Zawadzkich innych przydomków są niepewne. Nieznany jest herb Rusk- czy Rusek-Zawadzkich. Marian Biskup i Andrzej Tomczak przypisują im herb Lew III, który należał jednak do innej rodziny - Rostków vel Rustków z ziemi lęborskiej. Możliwe, że używali oni herbu Rusk - Łabędź odmienny.
Wariantu I miała używać według Dachnowskiego rodzina Zawackich z Zawdy koło Łasina.
Rodziny tego samego nazwiska miały używać szeregu innych herbów. Tadeusz Gajl wymienia ich 24 (łącznie z omawianymi tutaj).
Herbarze niemieckie Ledebura i Siebmachera przypisują Zawadzkim z Wielkiego Klincza, Wąglikowic i Zielenina w XVIII wieku herb Ostoja, zapewne błędnie.
Z Kaszubami związany był ród Zawadzkich herbu Rogala, który wprawdzie pochodził z ziemi ciechanowskiej, ale jego przedstawiciele pełnili niekiedy różne urzędy na Pomorzu. Ród ten używał niekiedy przydomka Biberstein. Swoją siedzibę blisko Kaszub mieli też Zawaccy z Zawdy koło Łasina, którzy używali herbu Jastrzębiec.
Podobieństwo niektórych wersji herbu Zawadzkich z herbami Żukowskich i Zapędowskich oraz z herbem Zbiświcz Grabowskich zdaje się wskazywać na możliwe wspólne pochodzenie tych rodów.